# Auguste Calas
Auguste Calas, né le 16 août 1892 dans le 19e arrondissement de Paris et mort le 22 avril 1945 à Carlsbad (Reich allemand), est un militaire, commissaire de police, résistant et déporté français.

## Biographie

### Famille
Auguste Joseph Jean Calas naît le 16 août 1892 dans le 19e arrondissement de Paris,. Il est le fils de Paul Dieudonné Calas, cordonnier, et de Marie Bariéraud, couturière,,.

### Carrière militaire
Il s'engage volontairement dans l'armée française en 1913 comme soldat de 2e classe au 76e régiment d'infanterie.
Lorsqu'éclate la Première Guerre mondiale en août 1914, il monte au front comme caporal avec son régiment.
Il monte rapidement en grade comme sous-officier. Son unité est notamment engagée dans la bataille de la Marne puis en Argonne.
Grièvement blessé par schrapnel en mars 1915, il est cité à l'ordre de l'armée pour son comportement au feu et reçoit la médaille militaire.
Promu officier en décembre 1915, il est affecté au 17e bataillon de chasseurs, qui est engagé dans la bataille de Verdun entre mars et mai 1916 puis dans celle de la Somme en septembre et octobre 1916.
A nouveau blessé le 29 octobre 1916 devant Biaches (Somme), il est fait prisonnier par les Allemands et interné à Osnabrück.
Il tente de s’évader à deux reprises, ce qui lui vaut l’incarcération dans la fameuse forteresse d’Ingolstadt (dite ‘’fort des évadés’’). Il y partage la chambrée de deux jeunes capitaines, qui joueront un rôle dans le conflit mondial suivant, Georges Catroux et Charles de Gaulle.
Pourtant, en novembre 1917, Auguste Calas parvient à s'en évader. Il retourne en France et rejoint immédiatement son poste de commandant en décembre 1918. Il est promu lieutenant.
De mai 1919 à mai 1920, il prend part à la guerre soviéto-polonaise comme cadre de la jeune armée polonaise, puis est envoyé dans les Etats baltes.
De retour d'Europe de l'Est, il sert ensuite en Algérie pendant huit ans, au 10e régiment de tirailleurs algériens puis au 6e régiment de tirailleurs algériens,.

### Carrière d'inspecteur puis de commissaire de police
Retraité de l'armée en 1928, il entame une deuxième partie de carrière dans la police à compter de 1931,.
Promu commissaire de police en 1934, il est affecté à la police municipale de Châteaudun (Eure-et-Loir), puis est nommé à Millau (Aveyron) en 1935.
A compter de 1936, il est commissaire de police de Fontainebleau,, et ce jusqu'à sa future arrestation en 1943.
Rappelé à l’activité en septembre 1939, il est affecté au 330e régiment d'infanterie à Domfront. Réformé en février 1940 pour ses deux blessures de la Grande guerre, il reprend son poste de commissaire de police à Fontainebleau. 

### Résistance pendant la Seconde Guerre mondiale
Durant l'occupation allemande, il joue un rôle important dans la Résistance à Fontainebleau,. 
Tout d’abord, en tant que commissaire de police, il emploie tous les moyens mis à sa disposition pour protéger les juifs ainsi que les communistes pour lesquels il fournit des renseignements favorables, et tous les résistants qui se présentent à lui.
Il les prévient des recherches dont ils sont l'objet, et facilite leur départ (établissement de faux-papiers). Par ailleurs ses fonctions  lui permettaient de signer de nombreuses cartes d'identité pour les maquisards et les S.T.O.
Par ailleurs, il rejoint le mouvement de résistance Front national en juillet 1942,.

### Arrestation, internement, déportation et mort
Auguste Calas est arrêté le 16 septembre 1943 à son domicile du no 8 rue Auguste Barbier à Fontainebleau par la Gestapo,, dont Wilhelm Korf, chef de la Gestapo de Melun, en personne.
Il est détenu quelques mois à la prison de Fontainebleau, tenue par l'occupant allemand. Il est ensuite transféré le 6 janvier 1944 au fort de Romainville puis au camp de Royallieu à Compiègne six jours plus tard.
Déporté à Buchenwald par le convoi I.172 parti le 22 janvier 1944,, il est transféré à Flossenbürg un mois plus tard,. Le 22 mars 1944 il est envoyé au kommando de Johanngeorgenstadt à Karlsbat-Falsper (République tchèque).
Devant l'avance alliée, le kommando est évacué à pied par la route. Très éprouvé par les mauvais traitements subis, Auguste Calas se trouve dans l'impossibilité de suivre la colonne.
Il est alors achevé d'un coup de fusil par un Waffen-SS le 22 avril 1945 à Carlsbad (Reich allemand),.

## États de services

### Grades dans l'armée
- Soldat de 2e classe : avril 1913[4]
- Caporal : septembre 1913[4]
- Sergent : octobre 1914[4]
- Sergent major : novembre 1914[4]
- Adjudant : mars 1915[4]
- Sous-lieutenant : décembre 1915[4]
- Lieutenant : décembre 1918[4]
- Lieutenant de réserve : avril 1928[4]
- Capitaine de réserve : décembre 1929[4]

### Grades dans la police
- Inspecteur : octobre 1931[3]
- Commissaire principal de 3e classe : février 1934[3]
- Commissaire principal de 2e classe : novembre 1941[3],[18],[19]
- Commissaire principal de 1re classe : juillet 1945[Note 2],[20]

## Distinctions
Auguste Calas est récipiendaire des décorations suivantes :
- Chevalier de la Légion d'honneur (décret du 8 juillet 1928)[6],[4],[21],[22]
- Médaille militaire (arrêté ministériel du 23 avril 1915)[6],[4],[23]
- Croix de guerre 1914-1918 avec palme de bronze et étoile d'argent (une citation à l'ordre de l'armée en avril 1915 et une citation à l'ordre de la brigade)[Note 3],[6],[4],[23],[24]
- Médaille de la Résistance française à titre posthume (décret du 31 mars 1947)[25],[26]
- Médaille des évadés (décision ministérielle du 2 mai 1928)[6],[4]
- Insigne des blessés militaires (deux blessures de guerre : le 15 mars 1915 et le 29 octobre 1916)[4]
- Croix du combattant
- Médaille interalliée de la Victoire
- Médaille commémorative de la guerre 1914–1918
- Médaille commémorative de la guerre 1918-1921 (Pologne) (9 mars 1932)[3]
- Diverses autres décorations coloniales et étrangères[24]

## Hommages

### Odonymie
- Son nom est donné en 1995 à une rue de Fontainebleau reliant la rue des Pins à la rue Grande. Cette rue disparaît en 2015 à la faveur de la transformation de la Place de la République mitoyenne.
- Depuis cette rénovation, son nom est attribué à un square jouxtant l'église Saint-Louis de Fontainebleau.

### Parrain
- Son nom est donné en 1947 à une promotion de l’école inter-régionale de police à Marly-le-Roi[27],[3].

### Reconnaissance
- Mort pour la France[5]
- Interné résistant[4]
- Déporté résistant[4]
- Mort en déportation (1987)[28]

### Témoignage
Le chanoine Fontaine, curé-archiprêtre de Fontainebleau, déclare lors d'une allocution prononcée au cours d'une messe dite à la mémoire du commissaire Auguste Calas que « La Police de Fontainebleau peut s'enorgueillir d'avoir été française et patriote avant tout. »,

## Vie privée
Il épouse Wanda Borowska (née en 1897 en Pologne) le 22 août 1922 à Aïn-Sifra (Algérie française), ; le couple divorce avant 1931.
Divorcé, il vit en union libre pendant au moins de dix-sept ans avec Elisabeth Petit.
Par ailleurs, il est le père de Jeanne Calas (1940-2019), fille qu'il a eue avec Julienne Hareau, décédée âgée d'une vingtaine d'années lors de l'accouchement le 23 août 1940 à Mayenne. Jeanne vit ensuite chez ses grands-parents maternels au domicile de Ham. Auguste Calas la reconnaît juste avant sa déportation. Elle devient pupille de la Nation le 30 septembre 1954.  Jeanne Calas devient plus tard Mme Letterrier.